# Born in Captivity
Born in Captivity è il dodicesimo album di Roy Harper. Essenzialmente, Born In Captivity è il demo tape di Work of Heart, l'album del 1982.

## Storia
In origine, Born in Captivity fu pubblicato come edizione limitata dalla etichetta di Harper, la Hardup, in 830 copie. Tuttavia in breve tempo esse andarono esaurite, e la richiesta fu tale che nel 1985 ne fu fatta una riedizione (con qualche variazione nella copertina) per la Awareness Records. La stessa casa discografica ha pubblicato una musicassetta ed un CD nel 1989.
Nel 1994, l'etichetta, di proprietà di Harper, Science Friction, ha pubblicato Born in Captivity insieme a Work of Heart in un doppio CD.
La copertina dell'album raffugura Harper dietro sbarre, il numero "120641" rappresenta la sua data di nascita (12 giugno 1941) e "No.006" è un riferimento al personaggio di Patrick McGoohan, "Number Six", presente nel programma TV inglese degli anni sessanta,  The Prisoner. Harper aveva già fatto riferimento a questo programma in precedenza, nell'album del 1969 Folkjokeopus, con il brano "McGoohans Blues".

## Tracce

### Lato A
1. "Stan" - 5:03
2. "Drawn to the Flames" (Demo Version) - 4:43
3. "Come To Bed Eyes" - 4:20
4. "No Woman Is Safe" - 4:42
5. "I Am A Child" (Demo Version) - 3:59
6. "Elizabeth" - 4:47

### Lato B
1. "Work of Heart" (Demo Version) - 19:20
  1. "No One Ever Gets Out Alive"
  2. "Two Lovers in the Moon"
  3. "We Are the People"
  4. "All Us Children (So Sadly Far Apart)"
  5. "We Are the People" (reprise)
  6. "No One Ever Gets Out Alive" (finale)

## Riedizione in doppio CD del 1994

### CD 1 -Born in Captivity
1. "Stan" - 5:03
2. "Drawn to the Flames" (Demo Version) - 4:43
3. "Come To Bed Eyes" - 4:20
4. "No Woman Is Safe" - 4:42
5. "I Am A Child" (Demo Version) - 3:59
6. "Elizabeth" - 4:47
7. "Work of Heart" (Demo Version) - 19:20
  1. "No One Ever Gets Out Alive"
  2. "Two Lovers in the Moon"
  3. "We Are the People"
  4. "All Us Children (So Sadly Far Apart)"
  5. "We Are the People" (reprise)
  6. "No One Ever Gets Out Alive" (finale)

### CD 2 -Work of Heart
1. "Drawn To The Flames" - 6:34
2. "Jack Of Hearts" - 4:14
3. "I Am A Child" - 3:09
4. "Woman" - 4:42
5. "I Still Care" - 4:50
6. "Work of Heart" - 21:32
  1. "No One Ever Gets Out Alive"
  2. "Two Lovers in the Moon"
  3. "We Are the People"
  4. "All Us Children (So Sadly Far Apart)"
  5. "We Are the People" (reprise)
  6. "No One Ever Gets Out Alive" (finale)

## Formazione
- Roy Harper- voce e chitarra